# 坎農城鎮區 (明尼蘇達州賴斯縣)
坎農城鎮區（英語：Cannon City Township）是位於美國明尼蘇達州賴斯縣的一個行政鎮區。

## 地方資料
坎農城鎮區的面積為79.14平方千米，當中陸地面積為78.71平方千米，而水域面積為0.43平方千米。根據2020年美國人口普查的數據，當地共有人口1226人，而人口密度為每平方千米15.49人。